# Overlord: Dark Legend
Overlord: Dark Legend é um jogo de ação e aventura em terceira pessoa desenvolvido pela Climax Studios e publicado pela Codemasters para o Wii. O jogo é a continuação do jogo eletrônico de 2007 Overlord que lançado para PC, PlayStation 3 e Xbox 360.

## Desenvolvimento
Não sendo um port do primeiro jogo para o Nintendo Wii, Dark Legend foi totalmente feito pensando na experiência oferecida pelo Wii com os controles sensíveis ao movimento. De acordo com a Codemasters, o Wii Remote permitirá novos esquemas de controle como "pegar um minion pelo pescoço e mexer". Dark Legend possui uma história totalmente nova, com novos personagens e locações. A história foi escrita pela escritora Rhianna Pratchett (filha do famoso novelista britânico Terry Pratchett) a qual também escreveu o primeiro Overlord.